# أرشيف مانشستر للموسيقى الرقمية
أرشيف مانشستر للموسيقى الرقمية (MDMarchive) هو أرشيف مجتمعي عبر الإنترنت تأسس في عام 2003 من قبل ماثيو نورمان، أليسون سورتيس، أبيجيل وارد وسي بي لي وديف روف. تم إنشاؤه كوسيلة للاحتفال وزيادة الوعي بالتراث الموسيقي لمانشستر الكبرى وحماية مجموعات المواد التي يحتفظ بها الأفراد والمؤسسات المتعلقة بالموضوع. في نهاية عام 2015 أصبحت مؤسسة خيرية مسجلة.

## البدايات
جاء الأرشيف الذي كان اسمه في الأصل أرشيف موسيقى مقاطعة مانشستر في عام 2003 بعد أن كان لدى سورتيس ونورمان فكرة صنع فيلم وثائقي عن المشهد الموسيقي في مانشستر الكبرى ، استنادا إلى كتاب سي بي لي "Shake، Rattle and Rain". بعد أن أدركوا أن الموضوع كان واسعاً جداً بحيث لا يمكن احتواؤه في فيلم وثائقي، قرر سورتيس ونورمان ، جنبا إلى جنب مع ديف روف وسي بي لي ، إطلاق حملة لإنشاء متحف موسيقى مانشستر الكبرى. انضمت أبيجيل وارد إلى الفريق بعد ذلك بوقت قصير وبدأت في تطوير وجود عبر الإنترنت للمشروع. غطى كتاب لي تاريخ موسيقى مانشستر من 1955 إلى 1995 واحتوى على قائمة فرق واسعة في نهاية الكتاب، والتي تم استخدامها كنقطة انطلاق عند ملء قائمة الفرقة على موقع أرشيف مانشستر للموسيقى الرقمية.
عقدت ندوة في أوربيس في عام 2004 لإطلاق المنظمة المشكلة حديثا رسميا مع لجنة تضم جون سافاج وسي بي لي وجاي غارفي ومارك رادكليف وجان هارجريفز. حضر المئات الحدث وأعلن أن النية كانت إنشاء متحف حيث يمكن للناس التبرع بعناصر من الموسيقى الزائلة للمجموعة. ثم أمضى المؤسسون المشاركون عددا من السنوات في محاولة إنشاء مساحة مادية للأرشيف ولكن بعد سنوات من الكفاح للعثور على شيء مناسب ، تم إنشاء موقع ويب في عام 2006 ، والذي سمح للمستخدمين بتحميل صور لمصنوعاتهم الشخصية ، جنبا إلى جنب مع الذكريات المرتبطة بها ، المتعلقة بموسيقى مانشستر الكبرى والموسيقيين والدي جي والأماكن. تم تطوير هذا الأرشيف عبر الإنترنت بواسطة Abigail Ward مع مصمم الويب Ashley Kennerley (Go Bang! التصميم).
في عامي 2007 و2014، فاز أرشيف مانشستر للموسيقى الرقمية بجائزة Big Chip لأفضل مشروع غير هادف للربح. غادر ديف روف المنظمة في عام 2017.
اعتبارا من سبتمبر 2020، ضم الموقع أكثر من 3600 عضو قاموا بتحميل مواد تتعلق بأكثر من 3680 فرقة و 735 دي جي و 1350 مكانا. يتم تشجيع المستخدمين على تقديم الذكريات والحكايات جنبا إلى جنب مع المصنوعات اليدوية الخاصة بهم والشرط الوحيد هو أن العناصر تحتاج إلى أن تكون مرتبطة بأعمال أو أماكن من مانشستر الكبرى. يتم تغطية جميع أنواع الموسيقى ، بالإضافة إلى مجموعة واسعة من تذكارات البوب ، يتضمن الأرشيف مواد تتعلق بتاريخ الكلية الملكية الشمالية للموسيقى وأوركسترا هالي. يمكن للمستخدمين التعليق على العناصر التي تم تحميلها من قبل الآخرين ومناقشتها أو تنظيم معارض ذات طابع خاص عبر الإنترنت باستخدام مواد من الموقع.

## الوضع الخيري
في نوفمبر 2015 ، أصبحت المنظمة مؤسسة خيرية مسجلة وفي يونيو 2017 غيرت اسمها إلى أرشيف مانشستر للموسيقى الرقمية. مجلس الأمناء هم ديف كارتر وكاثي بروكس وأيدان أورورك وسارة فاينشتاين.

## على أرض الواقع
الأرشيف موجود على الإنترنت ولكنه أقام العديد من الأحداث والمعارض في أماكن حول مانشستر الكبرى. في عام 2008 ، عقدت حدثا في إسلينغتون ميل Islington Mill استكشف مشهد الموسيقى الكهربائية في المدينة عام 1980 ، برعاية دي جي غريك ويلسون. تضمن الحدث الموسيقى والمناقشة وعرض العرض الأول لفيلم تيم فورد الوثائقي "The British B-Boy" ، الذي يحكي قصة رقص البريك دانس في مانشستر.

### تعريفي: مغامرات موسيقية في مانشستر
في عام 2013 ، بعد استثمار من صندوق يانصيب التراث ، أقام الأرشيف معرضاً تعريفياً بعنوان مغامرات موسيقية في مانشستر،  وهو عرض مدته 5 أشهر شارك في تنسيقه أعضاء مجتمع الأرسيف عبر الإنترنت. اجتذب المعرض 32000 زائر. كان هناك عدد من الأحداث العرضية التي تضم نجوم موسيقى مانشستر الكبرى في المحادثة ، بما في ذلك باري أدامسون ، كيفن كومينز وريتشارد بون. في عام 2014 ، انتهى المشروع بحفل موسيقي مجتمعي في Band on the Wall شارك فيه رائد الهذيان البريطاني جراهام ماسي بالتعاون مع مجموعة من الموسيقيين المعاقين من ستوكبورت.

### أعلى من الكلمات
للأرشيف أيضا حضور منتظم في مهرجان أعلى من الكلمات (Louder Than Words) - وهو حدث سنوي يركز على الأدب في صناعة الموسيقى. في عام 2014 ، استضاف الأرشيف حلقة نقاش شهدت حديث عن غنائية مانشستر الكبرى في الموسيقى. في العام التالي استضافت جلسة أخرى ركزت على عمل الأرشيفات الافتراضية وشملت أعضاء فريق من الأرشيف بالإضافة إلى الكاتبة أنيتا سيثي وجيز كولينز من أرشيف برمنغهام للموسيقى.

### موسيقى المتمردين: صوت السياسة والاحتجاج في مانشستر
في عام 2017 ، فاز أرشيف مانشستر للموسيقى الرقمية بمزيد من الاستثمار من صندوق يانصيب التراث لموسيقى المتمردين: صوت السياسة والاحتجاج في مانشستر ، وهو مشروع يستكشف التاريخ المتشابك للموسيقى والنشاط السياسي عبر الأحياء العشرة لمانشستر الكبرى. ركز المشروع بشكل خاص على الإنجازات الموسيقية للنساء.
طوال المشروع ، عمل الأرشيف مع فرق من المتطوعين م للمشاركة في إنتاج برنامج من الأحداث ، ومعرضين منبثقين ماديين ، وسلسلة من المعارض الرقمية ، وستة أفلام قصيرة وثلاثة جولات تراثية موجهة. كما حصل المتطوعون على تدريب حول كيفية الحفاظ على تراثهم الموسيقي ومشاركته. أقيم المعرض المادي الأول في مانشستر في متحف تاريخ الشعب في الفترة من يوليو إلى سبتمبر 2017 

### نحن الديناميت! كرنفال شمالي ضد النازيين الذكرى ال40
في عام 2018 ، تلقى أرشيف مانشستر للموسيقى الرقمية تمويلا من صندوق يانصيب التراث و Futura Recruitment لمشروع مادي ورقمي للاحتفال بالكرنفال الشمالي ضد النازيين ، وهي مسيرة وحفل موسيقي أقيم في موس سايد ، مانشستر في عام 1978 يعتبره الكثيرون لحظة حاسمة في تأسيس مناهضة العنصرية في المدينة وخارجها.

## وفاة سي بي لي ورحيل أبيجيل وارد
توفي المؤسس المشارك CP Lee في 25 يوليو 2020 ، عن عمر يناهز 70 عاما. كما غادرت أبيجيل وارد المؤسس المشارك ومدير الأرشيف والقيمة ، المنظمة في سبتمبر 2020 للتركيز على مسيرتها الموسيقية.